# Vustit
Vustit (FeO) je mineralna oblika železovega(II) oksida, ki se pojavlja v meteoritih in samorodnem železu. Mineral je sive barve, ki ima v odbiti svetlobi zelenkast nadih. Kristalizira v kubičnem-heksoktaedričnem kristalnem sistemu v obliki  neprozornih do prosojnih kovinskih zrn. Njegova trdota po Mohsovi lestvici je 5-5,5, specifična teža pa 5,88. Vustit je tipičen primer nestehiometrične spojine.
Ime je dobil po nemškem metalurgu Fritzu Wüstu (1860–1938), ustanovitelju in direktorju Kaiser-Wilhelm-Institut für Eisenforschung, sedanjem Institutu Maxa Plancka za raziskave železa.
Vustit so, razen v Baden-Württembergu (Nemčija), odkrili tudi na otoku Disko (Grenlandija), premogovem kopu Jharia (Indija), kot vključek v diamantih v ceveh kimberlita in globokomorskih manganovih nodulih. 
Njegova prisotnost kaže na zelo reduktivno okolje.

## Redukcijsko-oksidacijski pufer
V geokemiji je vustit definiran kot redukcijsko-oksidacijski pufer, ki tako močno reducira Fe3+, da v kamninah ni hematita. Ker se redukcija kamnine še nadaljuje, se v vustit pretvori tudi ves magnetit. Pretvorba poteka tako, da se Fe3+ ioni v magnetitu reducirajo v Fe2+ ione. Reakcijo se lahko zapiše z naslednjo enačbo:
FeO.Fe2O3 + C → 3FeO + CO
magnetit + grafit/diamant → vustit + ogljikov monoksid
Kemijska formula magnetita se bolj natančno zapiše kot FeO.Fe2O3  in ne kot Fe3O4. Magnetit je namreč sestavljen iz enega dela FeO in enega dela Fe2O3 in ni trdna raztopina vustita in hematita. Magnetit deluje kot redukcijsko-oksidacijski pufer, dokler se ves Fe3+ ne pretvori v Fe2+. Reduktivno-oksidativno stanje v kamnini se natu ustali na ravni fugasnosti kisika. Pufranje je podobno kot v kislo-bazičnem sistemu (H+/OH-) v vodi. 
Ko se porabi ves Fe3+, se začne z nadaljnjo redukcijo iz sistema odcepljati kisik in vustit se pretvori v samorodno železo. V zmesi oksidov se vzpostavi ravnotežje vustit-magnetit-železo.
V naravi so sistemi, ki bi bili sposobni reducirati okside do sestave vustit-magnetit, zelo redki. Mednje spadajo s karbonati bogati skarni, meteoriti in morda Zemljin plašč, v katerem je ogljik prisoten kot diamant in/ali grafit. 

### Vpliv na silikatne minerale
Razmerje med Fe2+ in  Fe3+ v kamnini lahko delno vpliva tudi na sestavo njenih silikatnih mineralov. Železo tvori minerale, ki vplivajo na sestavo kamnine kot celote, in faze, ki so pri dani temperaturi in tlaku stabilne. 

## Sorodni minerali
Vustit tvori trdno raztopino s periklazom (MgO), v kateri je magnezij zamenjan z železom. 
Hidrirani periklaz tvori brucit (Mg(OH)2), ki običajno nastaja kot produkt serpentinitskih metamorfnih reakcij.
Z oksidacijo vustita nastaja getit-limonit.
Železo v vustitu lahko zamenjajo cink, aluminij in druge prehodne kovine.
Vustit v dolomitskih skarnih je lahko povezan s sideritom (železov karbonat), volastonitom, enstatitom, diopsidom in magnezitom. 